# Turisme a Moçambic

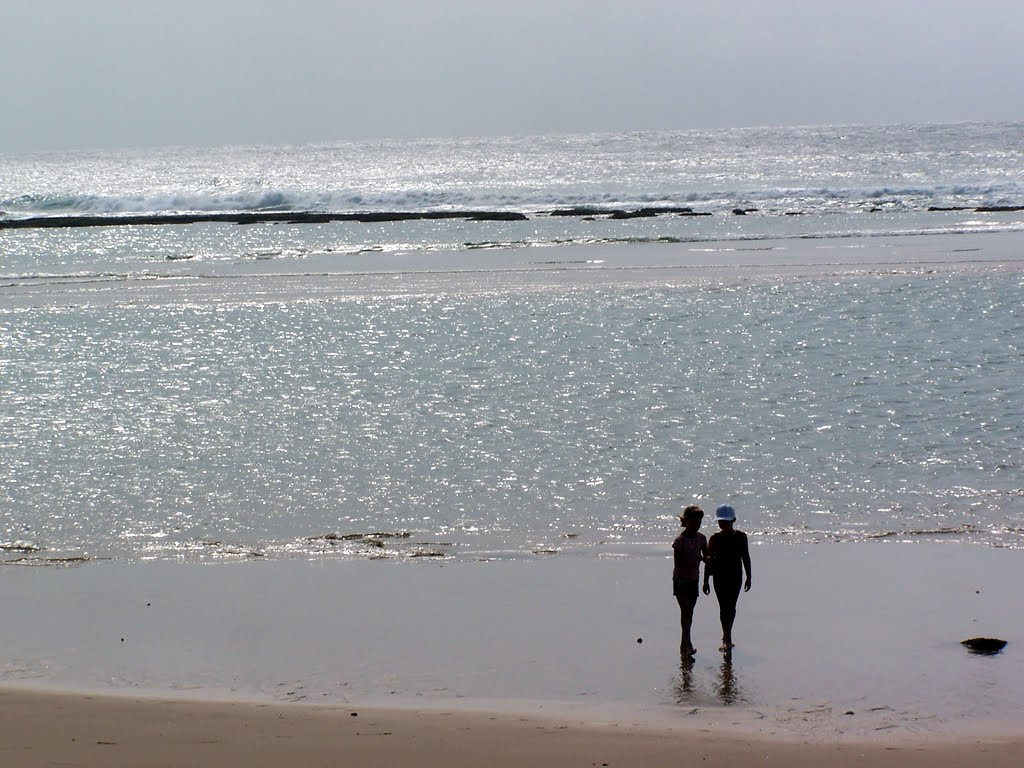
Platja vora Maputo

Moçambic té excel·lents actius turístics. Bellesa natural, la fauna del país, i el patrimoni cultural proporcionen excel·lents oportunitats per al turisme de platja, cultural i ecoturisme.

## Història
Malgrat els seus actius turístics i la seva proximitat a Sud-àfrica, una de les principals destinacions turístiques del món, Moçambic té el nombre de turistes més baix de tots els seus veïns, excepte Malawi. El turisme era una indústria molt rendible en el període anterior a la independència. Els rhodesians i sud-africans visitaven Beira i les platges del sud de Moçambic. El Parc Nacional de Gorongosa, a mig camí entre Zimbabwe i Beira, era una gran atracció turística.
Després de la independència de Portugal el 1975, la guerra civil que va tenir lloc al nou país independent entre 1977 i 1992 va delmar la indústria del turisme i la conservació de la vida silvestre a Moçambic. El turisme organitzat al país havia cessat el 1978. La confiança dels operadors turístics ha anat creixent des del final del conflicte civil al país, i el país té ara l'oportunitat de renovar i desenvolupar més la seva indústria turística. Els pressupostos de màrqueting inadequats i la manca d'operadors turístics limiten el creixement de la indústria del turisme.
Vers la fi del segle xx el turisme va ser el sector de major creixement de l'economia de Moçambic. Es va crear un Ministre de Turisme el 1999. El 2003 el turisme va representar al voltant de l'1,2% del PIB del país, molt per sota de la mitjana subsahariana del 6,9%. El 2005 la indústria del turisme va créixer un 37%, la taxa de creixement de la indústria turística més ràpida del món. Atreu més inversió estrangera que qualsevol altra part de l'economia del país. L'arribada de turistes sumava 240.000 en 1999. Les xifres de l'Organització Mundial del Turisme suggereixen aproximadament 578.000 turistes, un increment del 23% a partir del 2004. Els ingressos el 2001 van ser de 64 milions US$ i el 2005 van ser de 130 milions US $. El sector dona feina a 32.000 persones. Al voltant d'un terç dels visitants del país són de Sud-àfrica.
Hi ha al voltant de 7.700 llits hotelers al país, amb una taxa d'ocupació aproximada de poc menys de 40%. La capital Maputo té aproximadament la meitat de les nits d'hotel. Per als nous desenvolupaments hotelers és lent i costós accedir a la terra. Molts operadors turístics subministren la seva pròpia electricitat. L'accés aeri és limitat, amb una única connexió a Portugal i serveis regionals a Dar es Salaam, Harare, Johannesburg i Nairobi. Els preus dels volts són cars. El transport aeri local és molt limitat, tot i que el preu de les tarifes és limitat a causa dels nous petits operadors aeris. Les regulacions de visat són un problema per a la indústria del turisme, ja que molts altres països propers, com Maurici, Seychelles i les Maldives, no requereixen visats als ciutadans de la Unió Europea.
El govern espera que les reserves naturals i de cacera del país es convertiran en una important atracció turística. Tot i que les xifres de cacera foren delmades durant les guerres hi ha un creixement positiu en molts dels parcs de la nació, especialment a la Reserva Especial de Maputo, i el Parc de Gorongosa.

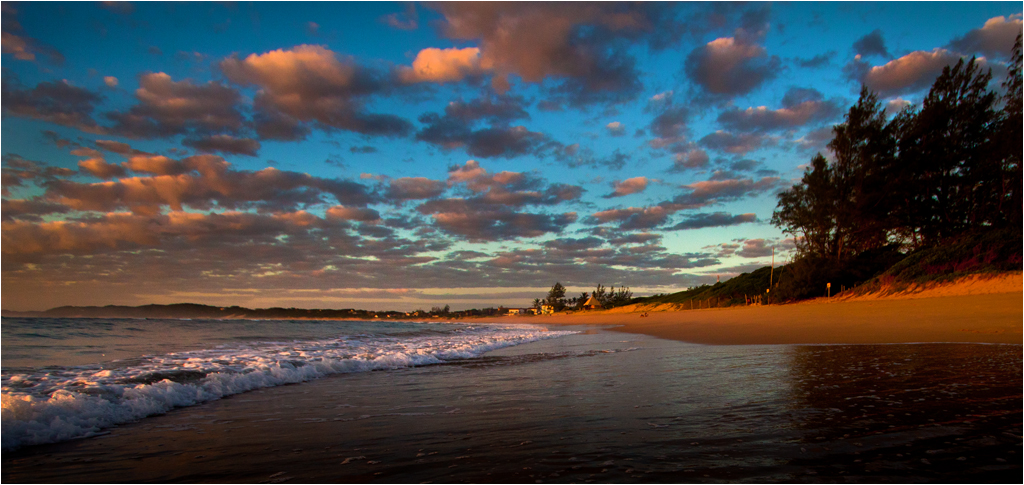
Ponta do Ouro, Moçambic

## Àrees d'interès

### Cabo Delgado
- Pemba
- Querimba
- Parc Nacional de Quirimbas

### Gaza
- Parc Nacional de Banhine
- Parc Nacional de Limpopo
- Xai-Xai

### Inhambane
- Parc Nacional de Banhine
- Arxipèlag de Bazaruto
- Parc Nacional de Bazaruto
- Inhambane
- Parc Nacional de Pomene
- Tofo
- Vilankulo
- Parc Nacional de Zinave

### Manica
- Reserva Nacional de Chimanimani

### Maputo
- Illa d'Inhaca
- Àrea de protecció de Maputo
- Reserva d'elefants de Maputo

### Niassa
- Reserva Nacional del Niassa

### Ponta do Ouro
- Ponta do Ouro

### Sofala
- Parc Nacional de Gorongosa
- Reserva de Búfals de Marromeu

### Vamizi
- Illa de Vamizi

### Zambezia
- Reserva Nacional de Gilé